# Доній Добретин
Доній Добретин (хорв. Donji Dobretin) — населений пункт у Хорватії, у Сисацько-Мославинській жупанії у складі громади Двор.

## Населення
Населення за даними перепису 2011 року становило 20 осіб.
Динаміка чисельності населення поселення:

## Клімат
Середня річна температура становить 10,86 °C, середня максимальна – 25,31 °C, а середня мінімальна – -5,94 °C. Середня річна кількість опадів – 1100 мм.
| Клімат поселення                              | Клімат поселення | Клімат поселення | Клімат поселення | Клімат поселення | Клімат поселення | Клімат поселення | Клімат поселення | Клімат поселення | Клімат поселення | Клімат поселення | Клімат поселення | Клімат поселення | Клімат поселення |
| Показник                                      | Січ.             | Лют.             | Бер.             | Квіт.            | Трав.            | Черв.            | Лип.             | Серп.            | Вер.             | Жовт.            | Лист.            | Груд.            |                  |
| Середній максимум, °C                         | 7,44             | 9,18             | 13,55            | 17,62            | 22,12            | 25,31            | 24,38            | 23,76            | 20,24            | 15,36            | 10,00            | 5,66             |                  |
| Середня температура, °C                       | 0,76             | 2,50             | 6,86             | 10,93            | 15,43            | 18,62            | 20,35            | 19,74            | 16,21            | 11,33            | 5,99             | 1,64             |                  |
| Середній мінімум, °C                          | −5,94            | −4,2             | 0,16             | 4,25             | 8,76             | 11,94            | 16,33            | 15,70            | 12,18            | 7,30             | 1,94             | −2,4             |                  |
| Норма опадів, мм                              | 71               | 70               | 80               | 95               | 94               | 98               | 94               | 91               | 99               | 104              | 114              | 90               |                  |
| Середньомісячна швидкість вітру, м/с          | 1.46             | 1.61             | 1.98             | 1.94             | 1.78             | 1.60             | 1.59             | 1.44             | 1.41             | 1.48             | 1.52             | 1.58             |                  |
| Середньомісячна сонячна радіація, кДж/м²·день | 4386             | 7223             | 10853            | 15337            | 19500            | 21801            | 22984            | 20003            | 14767            | 9218             | 4913             | 3675             |                  |
| --------------------------------------------- | ---------------- | ---------------- | ---------------- | ---------------- | ---------------- | ---------------- | ---------------- | ---------------- | ---------------- | ---------------- | ---------------- | ---------------- | ---------------- |
| Джерело:                                      |                  |                  |                  |                  |                  |                  |                  |                  |                  |                  |                  |                  |                  |